# Donau 3 FM
Donau 3 FM est une radio privée régionale de Bade-Wurtemberg.
La station propose un programme Adult contemporary.
DONAU 3 FM est une station locale de la zone économique transnationale Danube-Iller (Ulm, Neu-Ulm et les arrondissements d'Alb-Danube, Biberach, Neu-Ulm et Guntzbourg).
Donau 3 FM, à l'instar de son prédécesseur Radio Donau 1, bénéficie des autorisations LFK et BLM en raison de la zone de distribution transfrontalière dans le Bade-Wurtemberg et en Bavière.
151 000 personnes à Ulm et ses environs écoutent quotidiennement DONAU 3 FM.
Les actionnaires sont Burda et Studio Gong, elle-même une filiale de Burda Media, chacune détient 50%.

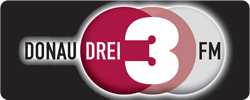
Ancien logo jusqu'en 2015

## Diffusion
Les programmes de Donau 3 FM peuvent être reçus en modulation de fréquence dans les secteurs de Ulm, Biberach, Riedlingen et Guntzbourg.

### Source de la traduction
- (de) Cet article est partiellement ou en totalité issu de l’article de Wikipédia en allemand intitulé « Donau 3 FM » (voir la liste des auteurs).